# Établissements Chichery

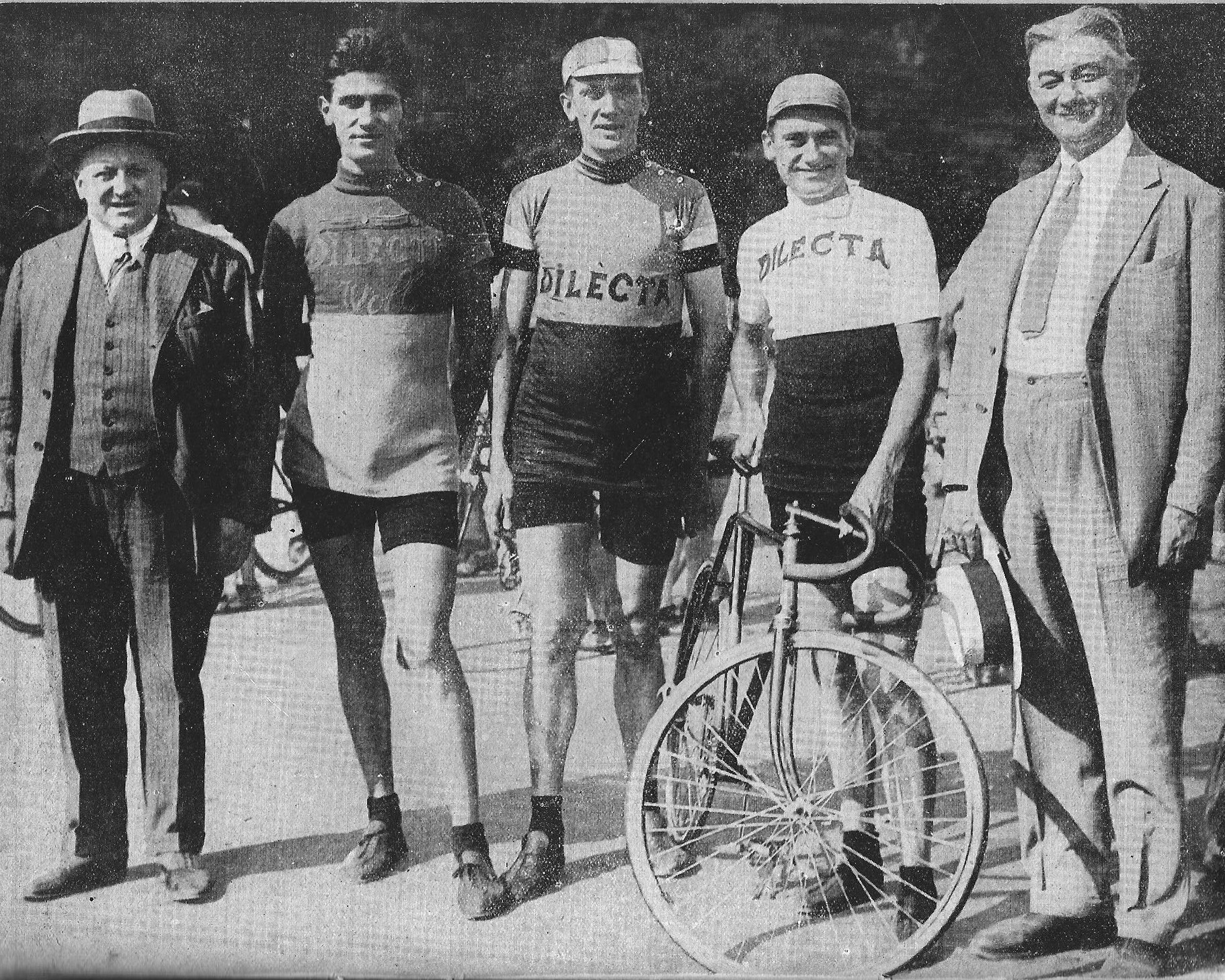
Mitglieder des Radsportteams des Unternehmens

Die Société anciens des établissements Chichery war ein französisches Unternehmen des Fahrzeugbaus.

## Unternehmensgeschichte
Der Radrennfahrer Albert Chichery gründete 1913 das Unternehmen. Der Sitz war in Le Blanc im Département Indre. Zunächst stellte er Fahrräder her. Sie erhielten den Markennamen Dilecta. 1920 kam die Produktion von Motorrädern dazu.
1931 wurde von der Gesellschaft De Dion-Bouton das Recht zur Nutzung ihres Markennamens für Zweiräder erworben. 1936 folgte der Kauf der Markenrechte von Établissements J. B. Louvet.
Albert Chichery starb 1944. 1945 wurde das Unternehmen umbenannt. Jean-Baptiste Bobier leitete zunächst das Unternehmen. Nachfolger wurden 1947 M. Peltier und 1949 René Mollon.
Zwischen 1955 und 1966 wurden Zweiräder hergestellt, die als De Dion-Bouton vermarktet wurden.
Am 21. Dezember 1968 wurde das Unternehmen aufgelöst.
Ein anderes Unternehmen verwendet seit 2021 erneut den Markennamen Dilecta für Fahrräder.

## Produkte
Motorräder der Marke Dilecta gab es von 1920 bis 1939. Sie hatten Einbaumotoren von verschiedenen Motorenherstellern. Genannt sind Aubier-Dunne, Villiers Ltd, Établissements Soyer & Cie., Chaise und J.A.P. Sie  hatten zwischen 100 cm³ und 500 cm³ Hubraum.
Von 1954 bis 1961 gab es Kleinkrafträder mit Motoren von der Société VAP.
Die Fahrzeuge der Marke De Dion-Bouton der Zeit von 1955 bis 1966 waren Motorroller, Mopeds und Fahrräder.
Ab 1927 betrieb das Unternehmen ein Radrennsportteam.